# Park Chu-young
Park Chu-young (* 10. Juli 1985 in Daegu) ist ein südkoreanischer Fußballspieler, der 2004 von der AFC zum besten Jugendspieler gekürt wurde.

## Karriere

### Vereine
Parks erste Saison beim FC Seoul verlief sehr erfolgreich, er wurde Torschützenkönig und zum besten Jugendspieler der K-League gewählt. In den folgenden zwei Spielzeiten beim FC Seoul musste Park Chu-young eine längere Torflaute überstehen. Als ihm AS Monaco im Sommer 2008 ein Angebot unterbreitete, wechselte er in die Ligue 1 nach Frankreich. Nach dem Abstieg mit dem AS Monaco in die Ligue 2 wechselte er im August 2011 zum FC Arsenal. Nach einem Jahr wurde er für die Saison 2012/13 an den spanischen Erstligisten Celta Vigo ausgeliehen. Am 31. Januar 2014 wechselte Park bis zum Saisonende auf Leihbasis zum FC Watford.
Nachdem Park zu Beginn der Saison 2014/15 vereinslos war, schloss er sich am 1. Oktober 2014 dem saudi-arabischen Erstligisten al-Shabab an. Er wechselte nach nur 7 Einsätzen für al-Shabab zum FC Seoul.

### Nationalmannschaft
2004 führte er die koreanische Jugendfußballnationalmannschaft zum elften Titel bei den U-19-Fußball-Asienmeisterschaften. Außerdem wurde er zum wichtigsten Spieler des Turniers gewählt. Die Hysterie um Park Chu-young brach allerdings erst 2005 richtig aus, nachdem er bei einem Einladungsturnier in Qatar für die U-20-Nationalmannschaft neun Tore in vier Spielen geschossen hatte.
Nach starken Leistungen in seinem Debütjahr in der K-League stand Park bei der Fußball-Weltmeisterschaft 2006 in Deutschland im WM-Aufgebot Südkoreas und kam einmal zum Einsatz. Da er in Europa an seine alten Leistungen anknüpfen konnte, holte ihn der südkoreanische Nationaltrainer Huh Jung-moo zurück in die Nationalmannschaft. Hier erzielte er in der Partie gegen Saudi-Arabien im November 2008 den Treffer zum 2:0-Endstand. Mit einem weiteren Treffer im Juni 2009 gegen die Vereinigten Arabischen Emirate sicherte er seinem Land endgültig die Teilnahme an der WM-Endrunde in Südafrika.
2008 und 2012 stand er im Kader der südkoreanischen Mannschaft für die Olympischen Spiele und kam in allen neun Spielen zum Einsatz. Im Spiel um Platz 3 konnte er 2012 mit seiner Mannschaft mit der Bronzemedaille die erste Medaille für südkoreanische Fußballspieler gewinnen, wobei er das erste Tor zum 2:0-Sieg gegen Japan schoss. Mit 3 Toren ist er zusammen mit Lee Chun-soo bester koreanischer Torschütze bei Olympischen Spielen.

## Titel und Erfolge
- K-League Cup: 2006 mit dem FC Seoul
- Koreanischer FA Cup 2015-Gewinner mit dem FC Seoul
- Ostasienmeister: 2008
- U-19 Asienmeister: 2004
- Bronzemedaille bei den Olympischen Spielen 2012

## Auszeichnungen
Junioren
- Daegu MBC U-18 Championship Top Scorer: 2003
- Keumgangdaegi U-18 Championship Top Scorer: 2003
- President’s U-18 Championship Top Scorer: 2003
- Autumn’s U-18 Championship Top Scorer: 2003

als aktiver Spieler
- K-League Rookie of the Year: 2005
- K-League Best XI: 2005
- South Korea Golden Ball: 2005
- South Korea Golden Shoe: 2005
- South Korea Most Popular Player: 2005 und 2006

international
- Asiens Fußballer des Jahres: 2004
- AFC U-19 Championship MVP: 2004
- AFC U-19 Championship Top Scorer: 2004